# Filialkirche Andersdorf

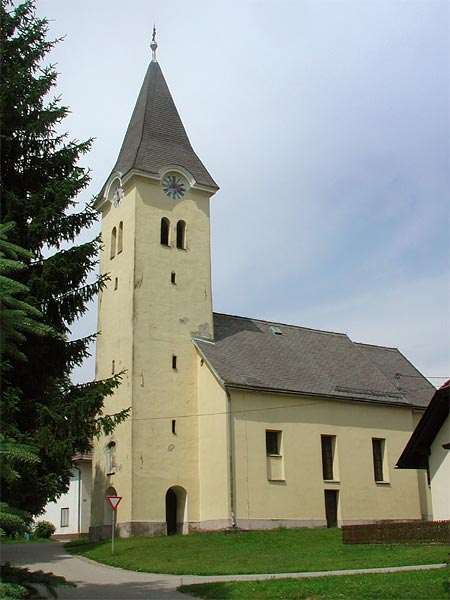

Die Filialkirche Andersdorf in der Gemeinde Sankt Georgen im Lavanttal steht unter dem Patrozinium des Heiligen Kreuzes. Eine Kirche in Andersdorf wird 1497 erstmals urkundlich erwähnt. Sie gehörte ursprünglich zur Pfarre Lavamünd und kam 1786 zur Pfarre St. Georgen im Lavanttal.

## Baubeschreibung
Die Kirche ist ein barocker Bau mit vorgestelltem Westturm und leicht eingezogenem Chor. An der Chornordseite befindet sich ein Sakristeianbau. Der Turm mit Zwillingsfenstern im Glockengeschoß und einem Pyramidenhelm birgt im Turmerdgeschoß die Vorhalle.
Das Innere des dreijochigen Langhauses mit Kreuzgratgewölben wird durch Pilaster und Gurtbögen gegliedert. Der einjochige, kreuzgratgewölbte Chor endet in einem dreiseitigen Schluss.

## Einrichtung
Der Kreuzaltar trägt Schnitzfigürchen aus der zweiten Hälfte des 18. Jahrhunderts. Die Figuralplastik der Kanzel aus dem dritten Drittel des 18. Jahrhunderts wird Michael Zill zugeschrieben. Ein Allerseelenrelief aus dem 18. Jahrhundert und ein Posaunenengel aus der Mitte des 18. Jahrhunderts über der Orgel ergänzen die Ausstattung der Kirche.